# Héda Frost-Ducoulombier
Pour les articles homonymes, voir Frost.
Héda Frost-Ducoulombier est une nageuse française née le 15 septembre 1936 à Alger.
Elle est membre de l'équipe de France aux Jeux olympiques d'été de 1956, terminant septième de la finale du 400 mètres nage libre, et aux Jeux olympiques d'été de 1960.
Elle a été championne de France de natation sur 100 mètres nage libre en 1956, 1957, 1958, 1959, 1960, à l'hiver 1961 et à l'été 1962, sur 400 mètres nage libre en 1955, 1956, 1957, 1958, 1959, 1960, à l'hiver 1961 et à l'été 1961 et sur 200 mètres nage libre à l'hiver 1961 et à l'été 1962.
Elle est devenue ensuite entraîneur, en particulier de la nageuse limougeaude Claude Mandonnaud licenciée à ASPTT Limoges Recordwoman de titres avant d'être battue par Laure Manaudou dans les années 2000,.